# Sankt Oswald-Riedlhütte
Sankt Oswald-Riedlhütte est une commune de Bavière (Allemagne), située dans l'arrondissement de Freyung-Grafenau, dans le district de Basse-Bavière.

## Patrimoine
- Abbaye de Sankt Oswald, ancienne abbaye bénédictine.